# Glaucopsyche blachieri
Glaucopsyche blachieri är en fjärilsart som beskrevs av Milliére 1887. Glaucopsyche blachieri ingår i släktet Glaucopsyche och familjen juvelvingar. Inga underarter finns listade i Catalogue of Life.